# Clubiona lawrencei
Clubiona lawrencei là một loài nhện trong họ Clubionidae.
Loài này thuộc chi Clubiona. Clubiona lawrencei được Carl Friedrich Roewer miêu tả năm 1951.